# Більшовик (футбольний клуб, Київ)
«Більшови́к» — колишній український радянський футбольний клуб з Києва (УРСР).

## Історія
Футбольний клуб «Більшовик» був заснований в місті Київ і представляв місцевий завод «Більшовик». У 1936 році команда виступала в кубку СРСР. У 1/64 фіналу киянам мало протистояти столичне ЦБЧА-2 (Москва), але через неявку гостей киянам була зарахована технічна перемога й вихід до наступної стадії турніру. В 1/32 фіналу суперниками «Більшовика» було одеське «Динамо», яке перемогло киян з рахунком 6:2. Ця поразка означала припинення для заводської команди виступів у кубку СРСР. У 1964, 1967 та 1978 року «Більшовик» ставав володарем кубку УРСР. Виступав лише в республіканських футбольних змаганнях, а з 1982 року — в чемпіонаті УРСР (Перша ліга/аматори).

## Досягнення
- Кубок СРСР
  - 1/32 фіналу (1): 1936

- Кубок УРСР
  -  Володар (3): 1964, 1967, 1978

- Чемпіонат УРСР
  -  Срібний призер (1): 1978

## Відомі гравці
- Борис Білоус
- Павло Богодєлов
- Ігор Зайцев
- Володимир Залойло
- Олександр Кольцов
- Віктор Пестриков
- Микола Пінчук
- Сергій Ралюченко
- Микола Романов
- Олександр Чубаров
- Олександр Шпаков
- Олександр Шателін
- Анатолій Шинкаренко

## Відомі тренери
- Олександр Принц
- Костянтин Щегоцький